# Памятный знак морякам эскадры Черноморского флота
Памятный знак морякам эскадры Черноморского флота (укр. Пам'ятний знак морякам ескадри Чорноморського флоту) — памятный знак в Севастополе, установленный 8 мая 1979 года, накануне 35-летия освобождения Севастополя на подпорной стене набережной Приморского бульвара. Посвящён эскадре Черноморского флота (командующий — контр-адмирал Л. А. Владимирский), которая принимала активное участие в годы Великой Отечественной войны в обороне Одессы, Севастополя, в боях за Керчь и Новороссийск. Авторы — архитекторы В. М. Артюхов и В. А. Савченко, скульптор — В. Е. Суханов, инженер — А. В. Володин.

## Описание
Памятный знак представляет собой архитектурную арку, в центре которой трёхметровая литая бронзовая плита с наименованиями 28-ми боевых кораблей, отличившихся в боях с немецко-фашистскими захватчиками в годы Великой Отечественной войны. В верхней части плиты даты: «1941» и «1944», над ними эмблема, отлитая из бронзы, с изображением линкора «Севастополь» на фоне Графской пристани и надписью: «Героям эскадры». Слева и справа от арки две плиты. На одной изображение гвардейского знака и наименования кораблей, удостоенных звания гвардейских, на другой — изображение ордена Красного Знамени и названия кораблей, удостоенных этой награды.
У основания памятника на полированной гранитной плите — контурное изображение Чёрного моря с обозначением городов-героев Одессы, Севастополя, Керчи и Новороссийска, в обороне которых принимали участие корабли эскадры. Слева и справа поставлены якоря и образцы снарядов.

## Галерея

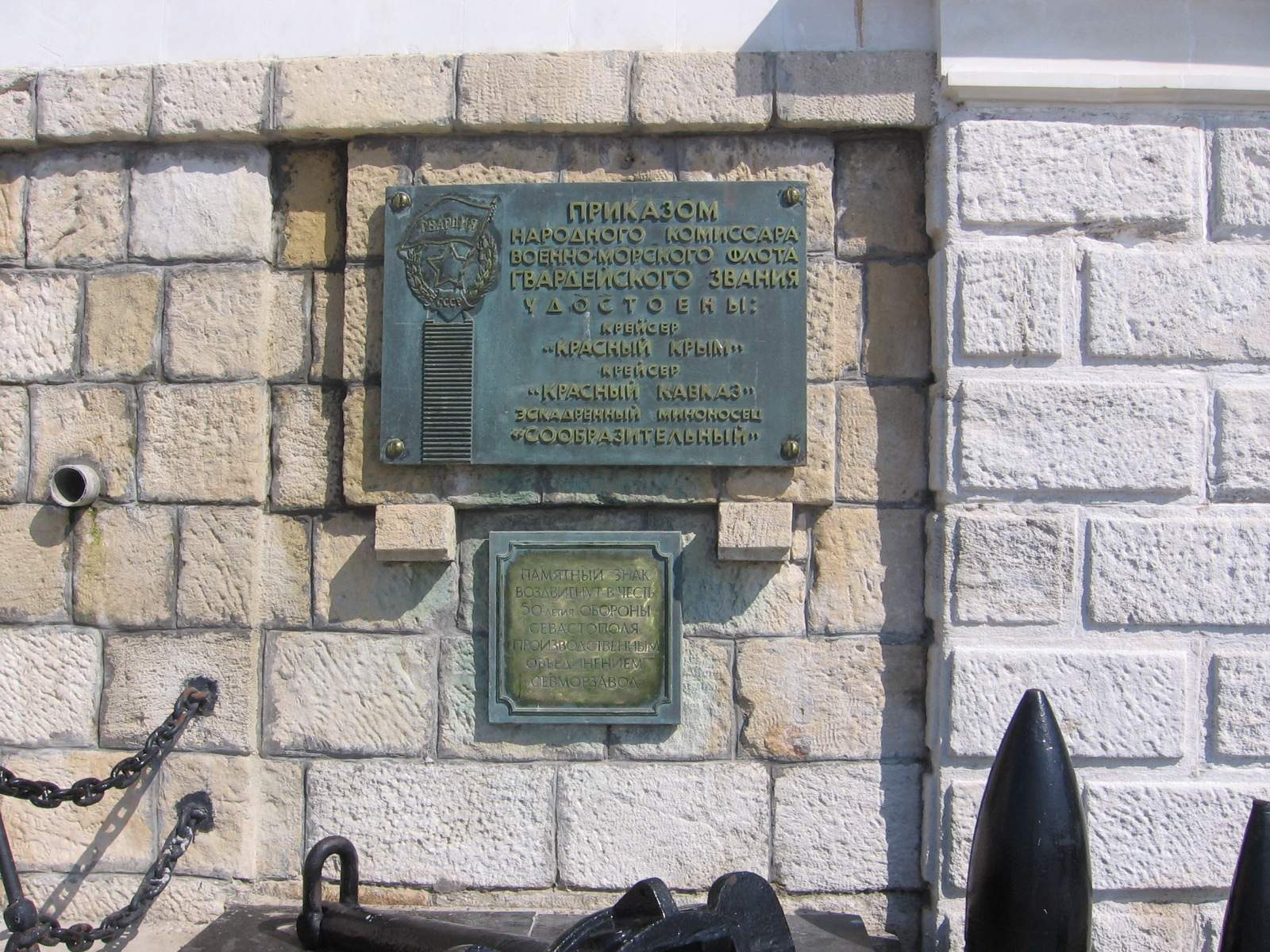
Памятная плита слева
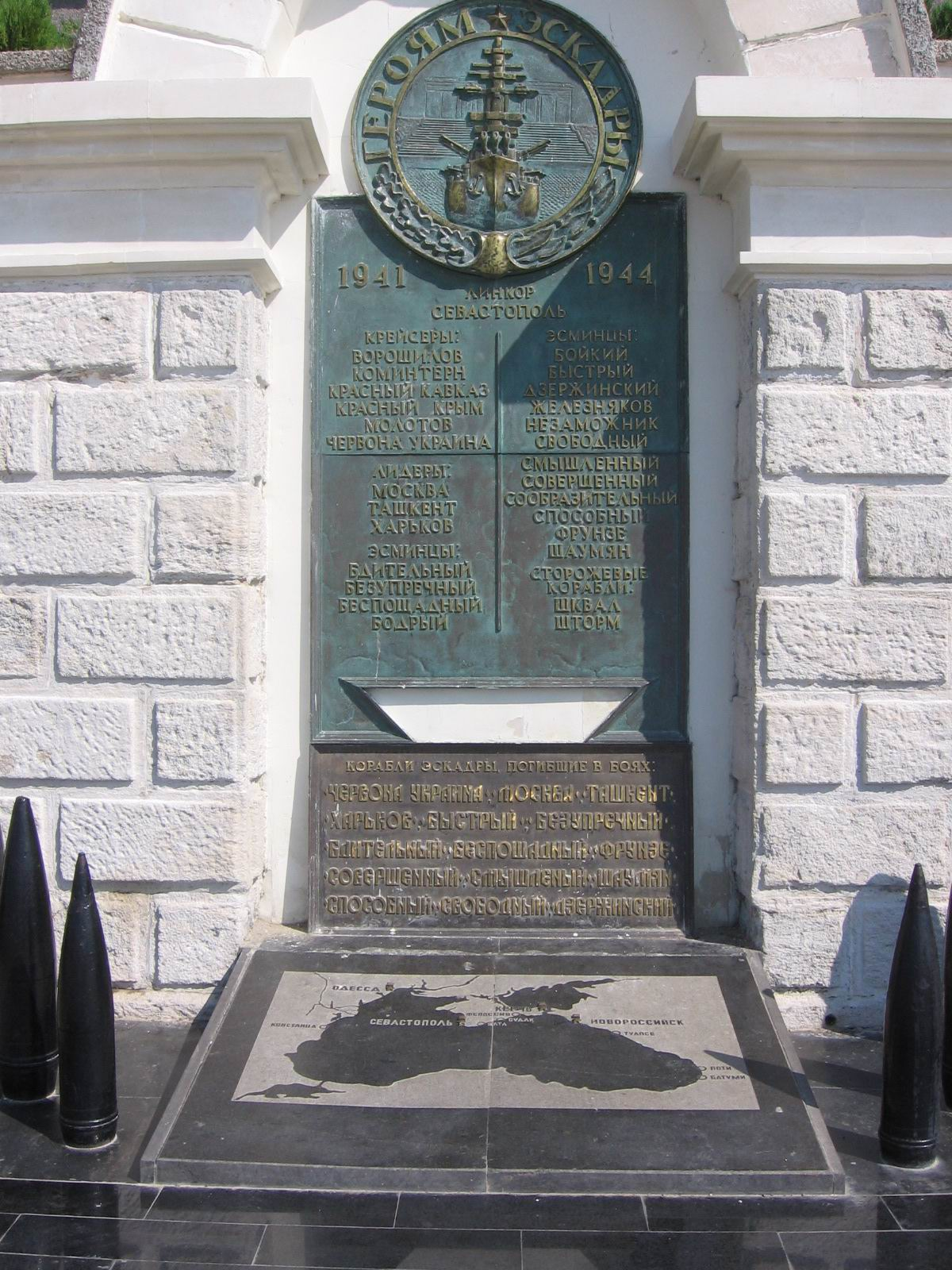
Центральная часть
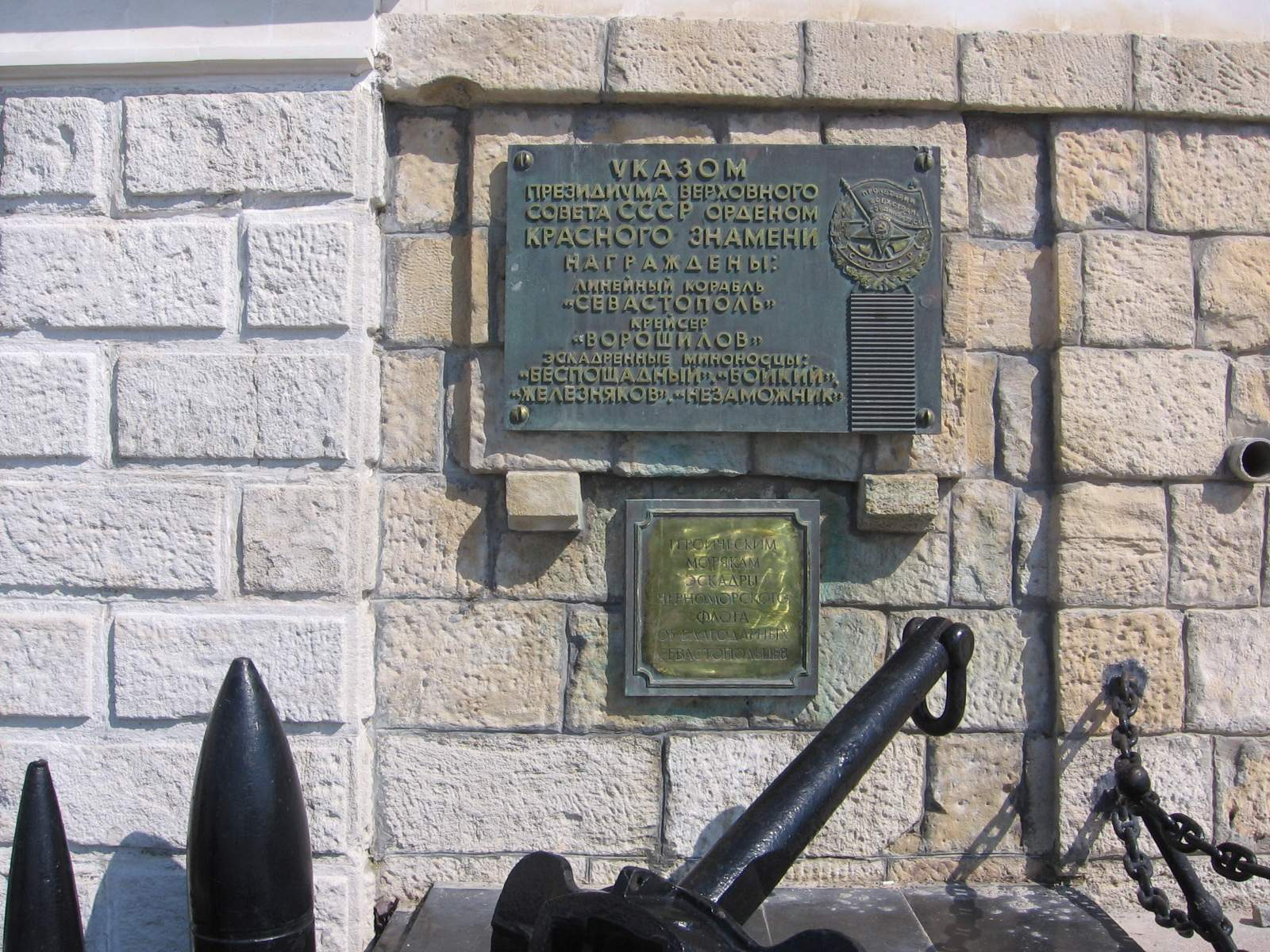
Памятная плита справа